# روبرت سارة
هو كاردينال "اسقف"
روبرت سارة (بالفرنسية: Robert Sarah)‏ هو كاردينال "اسقف" غيني، ولد في 15 يونيو 1945 في Ourous ‏.

## وصلات خارجية
- روبرت سارة على موقع مونزينجر (الألمانية)